# Antonino Mangano
Antonino Mangano (Barcellona Pozzo di Gotto, 3 dicembre 1950) è un ex maratoneta e mezzofondista italiano.

## Biografia
Partecipa ai Campionati europei di atletica leggera 1974, nella maratona, ritirandosi a causa di un infortunio. Prende parte anche alle Universiadi di Mosca del 1973, posizionandosi al 10º posto nella specialità dei 10000 metri piani.
Attualmente è tecnico presso l'Assindustria Sport Padova.